# Azië

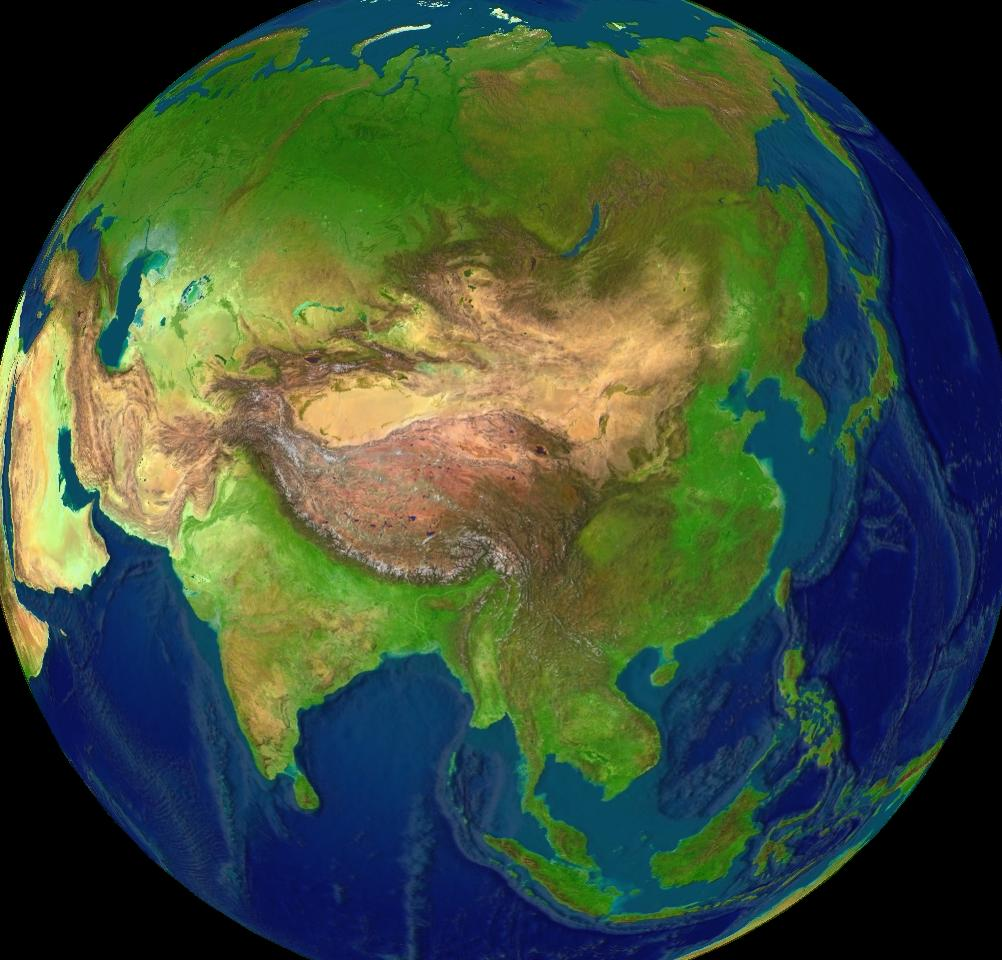
Azië geografisch

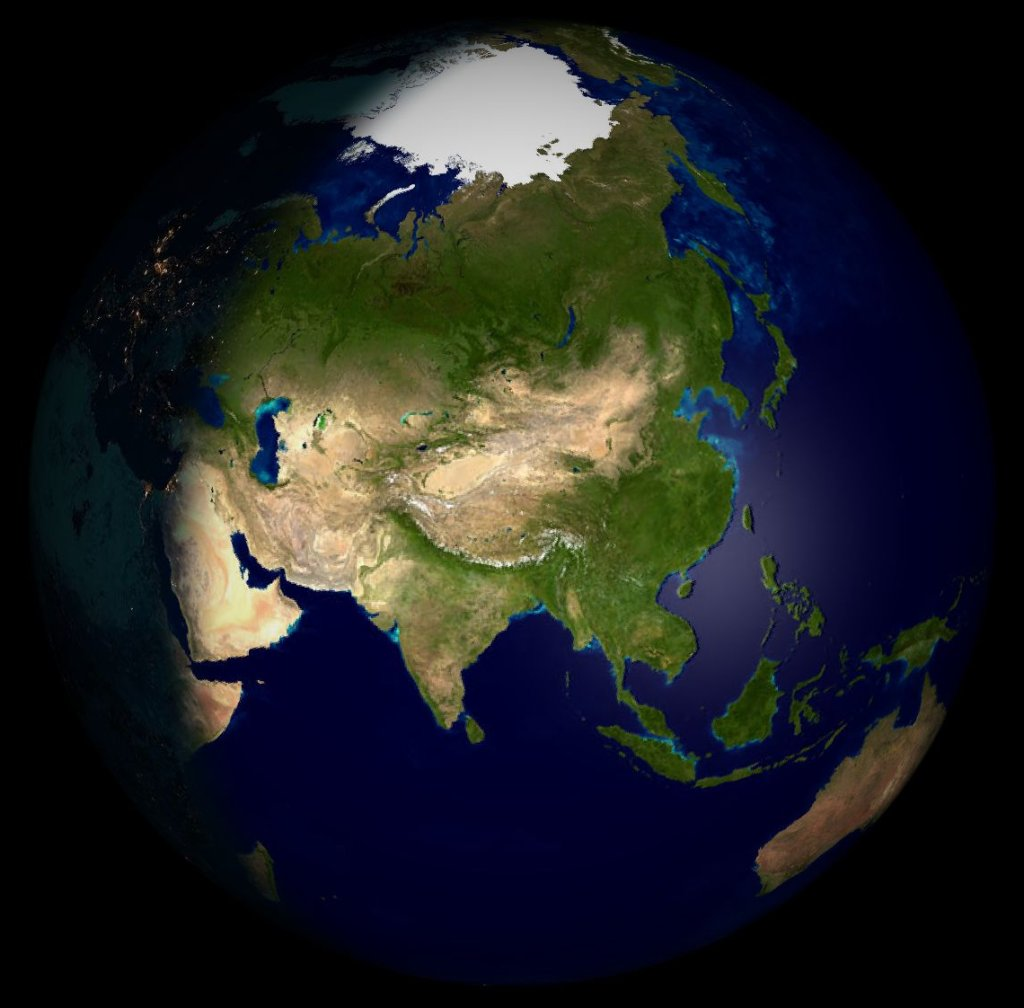
Afbeelding van Azië, samengesteld uit diverse satellietopnames (bron: NASA)

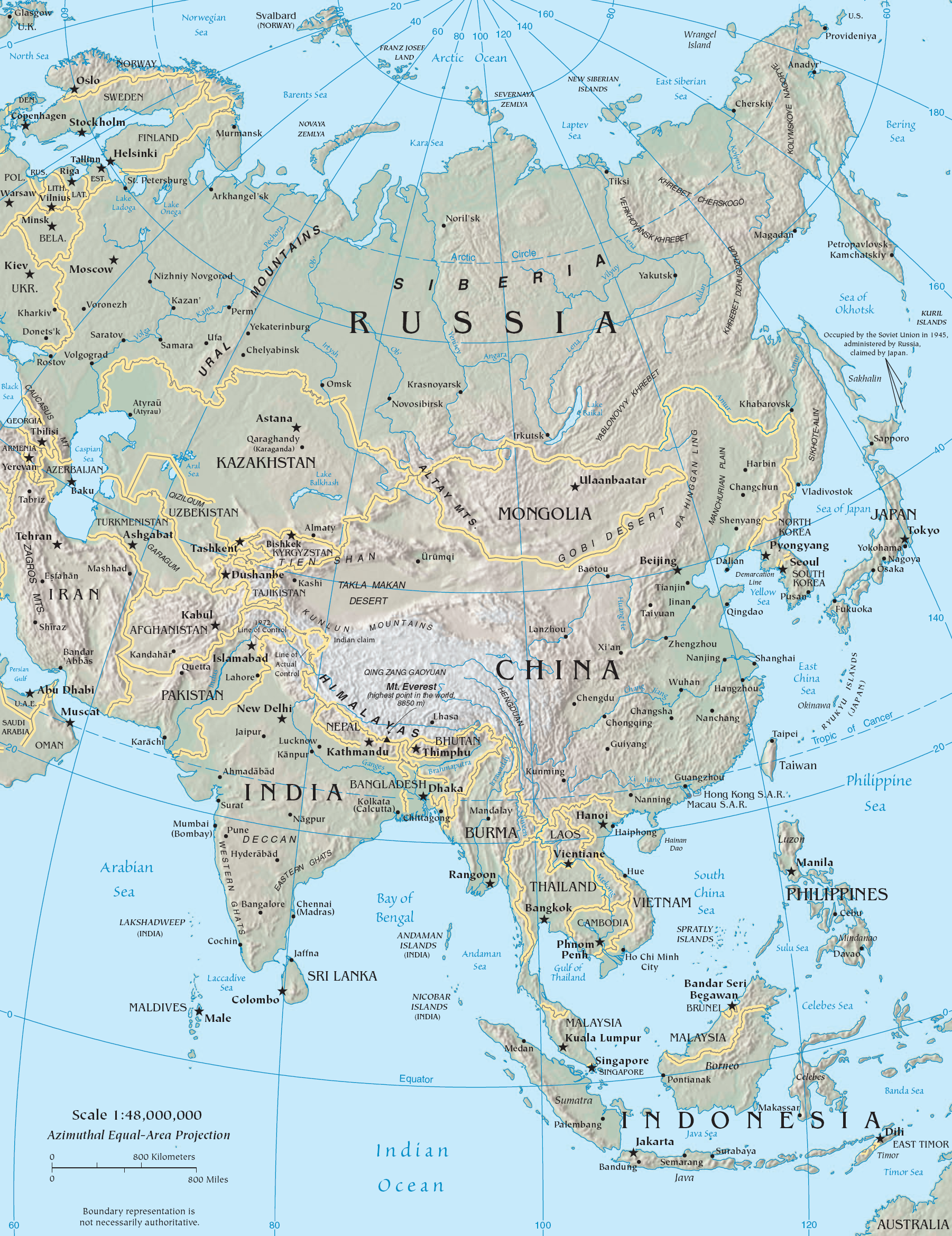
Kaart van Azië (bron: CIA)

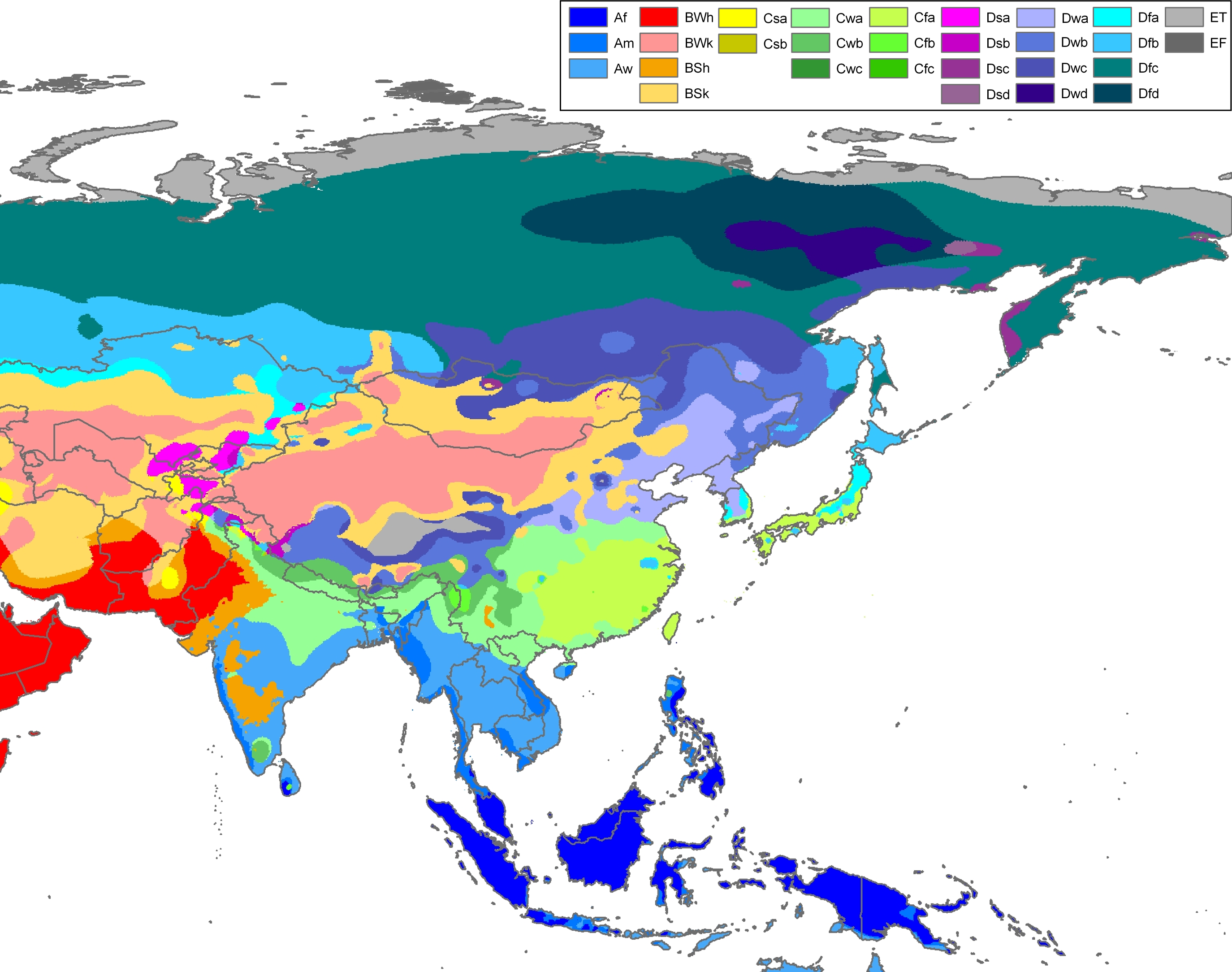
Recente kaart van de klimaatclassificatie van Köppen-Geiger (excl. Zuidwest-Azië).

Azië is het grootste werelddeel op de planeet Aarde. Aan de westkant grenst het aan Europa en Afrika, in het noorden aan de Noordelijke IJszee, in het oosten en zuidoosten aan de Grote Oceaan en in het zuiden aan de Indische Oceaan. In het jaar 2006 telde het continent circa 3,97 miljard inwoners, ofwel 61% van de totale wereldbevolking (6,5 miljard). Azië, met een oppervlakte van 44.580.000 km², bedekt
8,6% van de totale oppervlakte van de Aarde en 29,4% van de totale landoppervlakte. Cultureel is Azië erg heterogeen samengesteld.

## Definitie van Azië
Het werelddeel Azië wordt gedefinieerd door het binnen de Afrika-Euraziatische landmassa te onderscheiden van Europa en Afrika. De precieze grenzen van het continent zijn vaag (met name voor niet-cartografen). Azië en Afrika zijn van elkaar gescheiden door het Suezkanaal (Landengte van Suez). De grens tussen Europa en Azië loopt grofweg via de Egeïsche Zee, Dardanellen, de Zee van Marmara, de Bosporus, de Zwarte Zee, het Kaukasusgebergte (niet geheel onomstreden, sommigen plaatsen de lijn via de Straat van Kertsj, Zee van Azov, Koema-Manytsjlaagte), de Kaspische Zee, de Oeralrivier (volgens anderen de rivier de Emba) en het Oeralgebergte naar Nova Zembla.

## Subregio's
Azië kan zelf beschouwd worden als een subregio van het grotere Euraziatische continent. De onderverdeling van Azië in regio's is niet helemaal rechtlijnig omdat er geen consensus over is, hieronder is een grove onderverdeling van Azië in verschillende subregio's:

### Noord-Azië
Deze term wordt bijna nooit gebruikt door geografen en refereert meestal aan het Aziatische gedeelte van Rusland, ook wel bekend als Siberië en het Russische Verre Oosten. Soms worden ook de noordelijke delen van andere Aziatische landen zoals Kazachstan hieronder gerekend.

### Centraal-Azië
Normaal gesproken worden met Centraal-Azië de volgende gebieden bedoeld:
- Kazachstan, Oezbekistan, Tadzjikistan, Turkmenistan en Kirgizië.

Soms worden ook Afghanistan, Mongolië en de West-Chinese regio Sinkiang hiertoe gerekend. Het gebied in Centraal-Azië dat vroeger deel uitmaakte van het Keizerrijk Rusland wordt in Rusland ook wel Midden-Azië genoemd.

### Verre Oosten
Hiermee wordt vaak bedoeld Oost-Azië gecombineerd met Zuidoost-Azië en het oostelijke gedeelte van Rusland aan de Grote Oceaan (het Russische Verre Oosten).

### Oost-Azië
Normaal gesproken worden met Oost-Azië de volgende gebieden bedoeld:
- de Pacifische eilanden van Taiwan en Japan;
- Noord- en Zuid-Korea op het Koreaans schiereiland;
- China, maar soms alleen de oostelijke regio's.

Soms worden ook Mongolië en Vietnam bij deze regio's ingedeeld.

### Zuidoost-Azië
Normaal gesproken worden met Zuidoost-Azië de volgende gebieden bedoeld:
- Achter-Indië
- het schiereiland Malakka;
- Indochina;
- de Indische Archipel, een eilandengroep tussen de Indische- en Grote Oceaan.

Het omvat de landen Myanmar, Thailand, Laos, Cambodja, Vietnam (alle op het vasteland gelegen), de Filipijnen, Singapore, het westen van Indonesië, Brunei, Oost-Timor (eilandnaties) en Maleisië. Maleisië wordt door de Zuid-Chinese Zee in tweeën gedeeld en ligt zowel op het vasteland als op de eilanden.

### Zuid-Azië
Aan Zuid-Azië wordt ook wel gerefereerd als het Indisch subcontinent. Hierop liggen de volgende landen: India, Pakistan, Nepal, Bhutan, Bangladesh (op het vasteland), Sri Lanka en de Malediven (eilandnaties). Hoewel het grootste deel van Afghanistan niet op dit subcontinent ligt, wordt ook dat land vaak tot Zuid-Azië gerekend.

### Zuidwest-Azië
Zuidwest-Azië, ook wel West-Azië genoemd, wordt normaal gesproken aangeduid met de niet-geografische term Midden-Oosten. Onder deze term vallen soms ook de Arabische landen in Noord-Afrika.
Normaal gesproken worden met Zuidwest-Azië de volgende gebieden bedoeld:
- Anatolië (Klein-Azië), het Aziatische deel van Turkije;
- het eiland Cyprus in de Middellandse Zee;
- de Levant, ook wel het Nabije Oosten, waarvan Syrië, Israël, Palestina, Jordanië en Libanon deel uitmaken;
- het Arabisch Schiereiland, waarop Saoedi-Arabië, de Verenigde Arabische Emiraten, Bahrein, Qatar, Oman, Jemen en Koeweit liggen. De op dit schiereiland liggende landen die grenzen aan de Perzische Golf worden ook wel Golfstaten genoemd;
- de Zuidelijke Kaukasus, waarin Georgië, Azerbeidzjan en Armenië liggen;
- het Hoogland van Iran, waarop Iran en delen van andere landen liggen;
- de Sinaï.

## Landen en gebieden
Tot Azië behoren de volgende gebieden (alfabetisch):

### Onafhankelijke landen
- Afghanistan
- Armenië
- Azerbeidzjan[1]
- Bahrein
- Bangladesh
- Bhutan
- Brunei
- Cambodja
- China
- Cyprus[2]
- Egypte[3]
- Filipijnen[4]
- Georgië[1]
- India
- Indonesië[4][5]
- Irak
- Iran
- Israël
- Japan
- Jemen
- Jordanië
- Kazachstan[6]
- Kirgizië
- Koeweit
- Laos
- Libanon
- Malediven[4]
- Maleisië
- Mongolië
- Myanmar
- Nepal
- Noord-Korea
- Oezbekistan
- Oman
- Oost-Timor[4]
- Pakistan
- Palestina
- Qatar
- Rusland[7]
- Saoedi-Arabië
- Singapore
- Sri Lanka
- Syrië
- Tadzjikistan
- Thailand
- Turkije[8]
- Turkmenistan
- Verenigde Arabische Emiraten
- Vietnam
- Zuid-Korea

### Afhankelijke gebieden
- Hongkong
- Macau

### Gebieden met betwiste status en bezette gebieden
- Abchazië
- Aksai Chin en Shaksgam
- Jammu en Kasjmir
- Koerilen, zuidelijke gedeelten opgeëist door Japan
- Noord-Cyprus[2][4]
- Oost-Turkestan
- Palestina
- Paraceleilanden[4]
- Spratly-eilanden[4]
- Taiwan[9]
- Tibet
- Zuid-Ossetië

Opmerkingen:
- Armenië, Azerbeidzjan, Cyprus, Georgië, Kazachstan, Rusland en Turkije kunnen staatkundig gezien zowel tot Azië als tot Europa worden gerekend. Op Armenië en Cyprus na liggen deze landen gedeeltelijk in het ene en gedeeltelijk in het andere werelddeel. Armenië en Cyprus liggen geografisch gezien weliswaar in Azië, maar worden om cultuurhistorische en politieke redenen in samenhang met het gegeven dat ze dicht bij Europa liggen ook tot Europa gerekend.
- Egypte kan staatkundig gezien zowel tot Afrika als tot Azië worden gerekend omdat het in beide werelddelen ligt.
- Indonesië kan staatkundig gezien zowel tot Azië als tot Oceanië worden gerekend. De Indonesische provincies Papoea en West-Papoea liggen namelijk in Oceanië en het eiland Timor (waarop het Indonesische West-Timor ligt) alsook de Molukken en Noord-Molukken vallen wat betreft ligging zowel onder Azië als onder Oceanië. Ook Oost-Timor kan zowel tot Azië als tot Oceanië gerekend worden.

## Religie
In Azië worden vele religies beleden. De grootste religies zijn het hindoeïsme, de islam en de traditionele Chinese godsdienst. In Oost-Azië is het syncretisme wijdverbreid. In West-Azië zijn de islam en het Oosters christendom de voornaamste religies. De positie van de staatsreligie is verschillend: in sommige landen is er een staatsgodsdienst, terwijl andere landen officieel atheïstisch zijn. Religies hebben een diepgaande invloed op de houding van Azië en hebben invloed op alle aspecten van het leven. Vaak worden politieke kandidaten volgens de religie gekozen. Religie wordt in Azië door het nationalisme misbruikt.
Hindoeïsme
Het hindoeïsme is een polytheïstische religie die is ontstaan in Azië. In India en Nepal is een hindoe-meerderheid. Meer dan 90% van de hindoes wonen in Azië, de meeste van hen in India. Het hindoeïsme heeft esoterische kenmerken.
Islam
De islam is in Azië ontstaan. De drie belangrijkste bedevaartsoorden van de islam zijn Mekka, Medina en Jeruzalem, die behoren tot Azië. In Azië zijn meer moslims dan christenen. De landen met meer dan 100 miljoen moslims zijn India, Pakistan, Indonesië en Bangladesh, alle gelegen in Azië. De meerderheid van de moslims leeft in Azië. In vele delen van Azië is een belangrijke islamitische bevolking. Ook in Azië leven meer soennieten dan sjiieten. In sommige landen als Myanmar en China worden moslim vervolgd door de overheid.
Christendom
Het christendom is in Azië ontstaan. Het christendom verspreidde zich via het nestorianisme ook al vroeg over grote delen van het continent. Toch zijn de christenen in Azië de minderheid van alle christenen op de wereld. Veel van de Aziatische christenen zijn leden van Chinese huiskerken. Iran, Noord-Korea, Saoedi-Arabië, de Malediven, Afghanistan, Jemen, Laos en Oezbekistan zijn de Aziatische landen in de top-10-landen van de Ranglijst Christenvervolging van de mensenrechtenorganisatie Open Doors.
Jodendom
Het jodendom is in Azië ontstaan. De joodse staat, Israël, en de belangrijkste joodse bedevaartsplaats, Jeruzalem, liggen in West-Azië. Desondanks wonen de meeste joden buiten Azië.
Boeddhisme
Het boeddhisme is in Azië ontstaan en de meeste boeddhisten leven in Azië. Er zijn interacties met de traditionele Chinese godsdienst, het taoïsme en het confucianisme, een gedragscode.
Sikhisme
Het sikhisme is ontstaan in Azië en de meeste volgelingen ervan leven in Azië. Het is een van de vijf grootste wereldreligies.
Overige religies
Het zoroastrisme, het jaïnisme, shintoïsme, tengriisme en bahai zijn ook religies, die hun oorsprong in Azië hebben. Hun volgelingen leven voornamelijk in Azië.